# Дукла (хокейний клуб, Тренчин)
«Дукла» (словац. Dukla Trenčín) — хокейний клуб з м. Тренчин, Словаччина. Заснований у 1962 році. Виступає у чемпіонаті Словацької Екстраліги.
Чемпіон Чехословаччини (1992). Чемпіон Словаччини (1994, 1997, 2004), срібний призер (1995, 1996, 2001, 2005, 2007, 2018).
Домашні ігри команда проводить у Зимовому стадіоні (6150 глядачів). Кольори клубу: бордовий і жовтий.
Найсильніші гравці різних років:
- воротарі: Карел Ланг, Едуард Гартманн;
- захисники: Роберт Швегла, Здено Хара;
- нападаники: Владімір Вуйтек, Їржі Грдіна, Ярослав Корбела, Владімір Ружичка, Здено Цігер, Жигмунд Палффі, Мірослав Глінка, Роберт Петровицький, Мірослав Шатан, Павол Демітра, Маріан Госса, Маріан Габорик, Томаш Копецький.